# Colasposoma
Colasposoma — род жуков семейства листоедов.

## Описание
Передний край эпистерн переднегруди прямой. Пигидий без срединной бороздки. Тело короткой, овальное.

## Систематика
В составе рода:
- Colasposoma auripenne Motschulsky, 1860
- Colasposoma dauricum Mannerheim, 1849
- Colasposoma nigriventris Baly
- Colasposoma pretiosum Baly
- Colasposoma sellatum Baly, 1878